# Kéo co

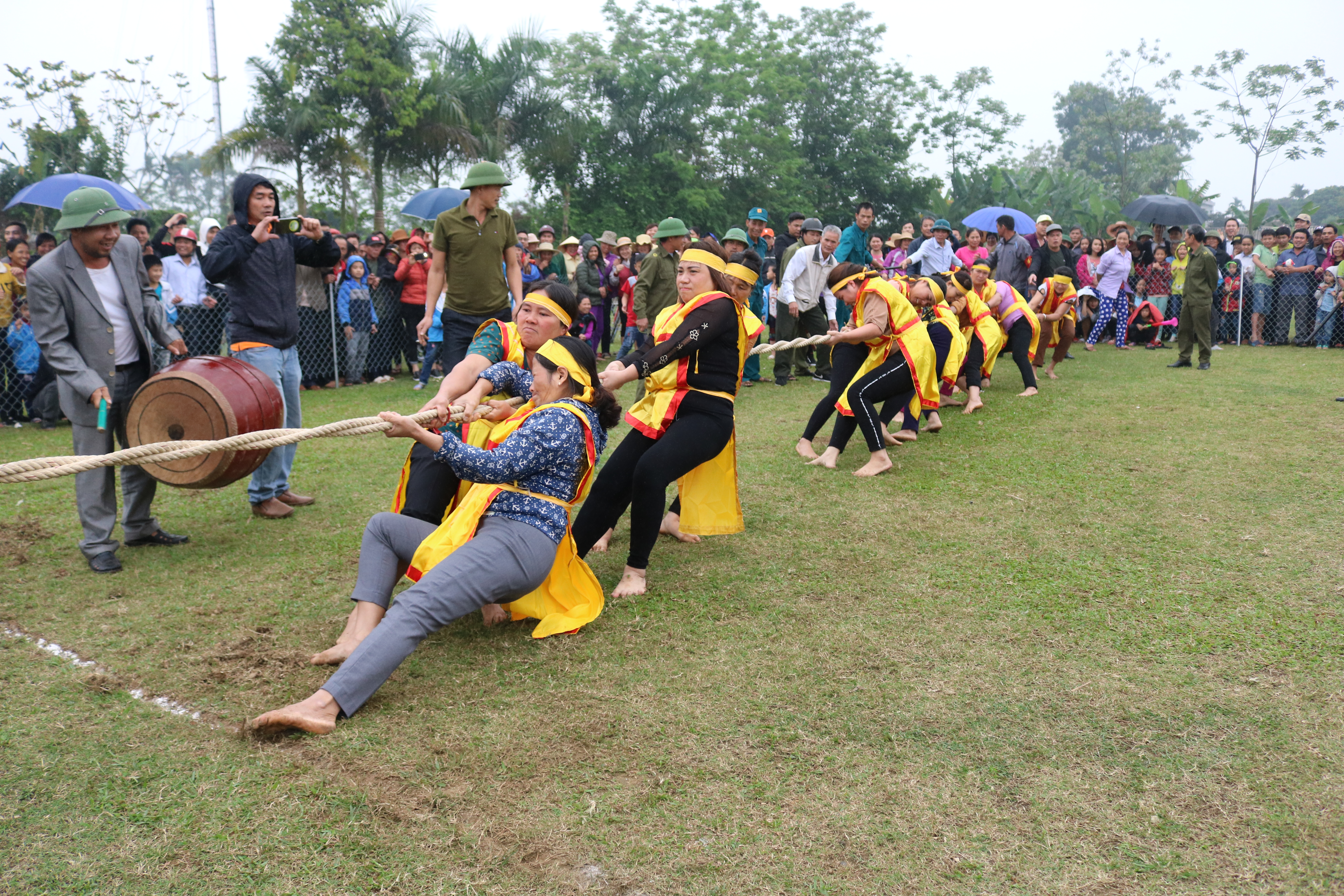
Thi đấu kéo co trong một lễ hội truyền thống ở Việt Nam

Kéo co hay kéo dây là một môn thể thao và là một trò chơi dân gian thông dụng và đơn giản trên thế giới hiện nay. Kéo co là môn thể thao mang tính đồng đội và thiên về sức mạnh. Kéo co không chỉ là môn thể thao rèn luyện sức khỏe, mà còn là trò chơi thể hiện tinh thần và mang tính đồng đội cao, đem lại niềm vui, sự thoải mái cho mọi người khi tham gia những trò chơi trong các dịp lễ hội. Ở Việt Nam, kéo co là một trò chơi dân gian truyền thống. Trong các hội hè dã ngoại, trò chơi này luôn hấp dẫn nhiều người tham gia. Vào các dịp lễ tết, kéo co lại là một phần quan trọng trong các lễ hội cổ truyền. Hiện nay, nghi lễ và trò chơi Kéo co ở Campuchia, Philippines, Hàn Quốc và Việt Nam đã được UNESCO ghi danh là Di sản văn hóa phi vật thể đa quốc gia đại diện của nhân loại.

## Luật chơi

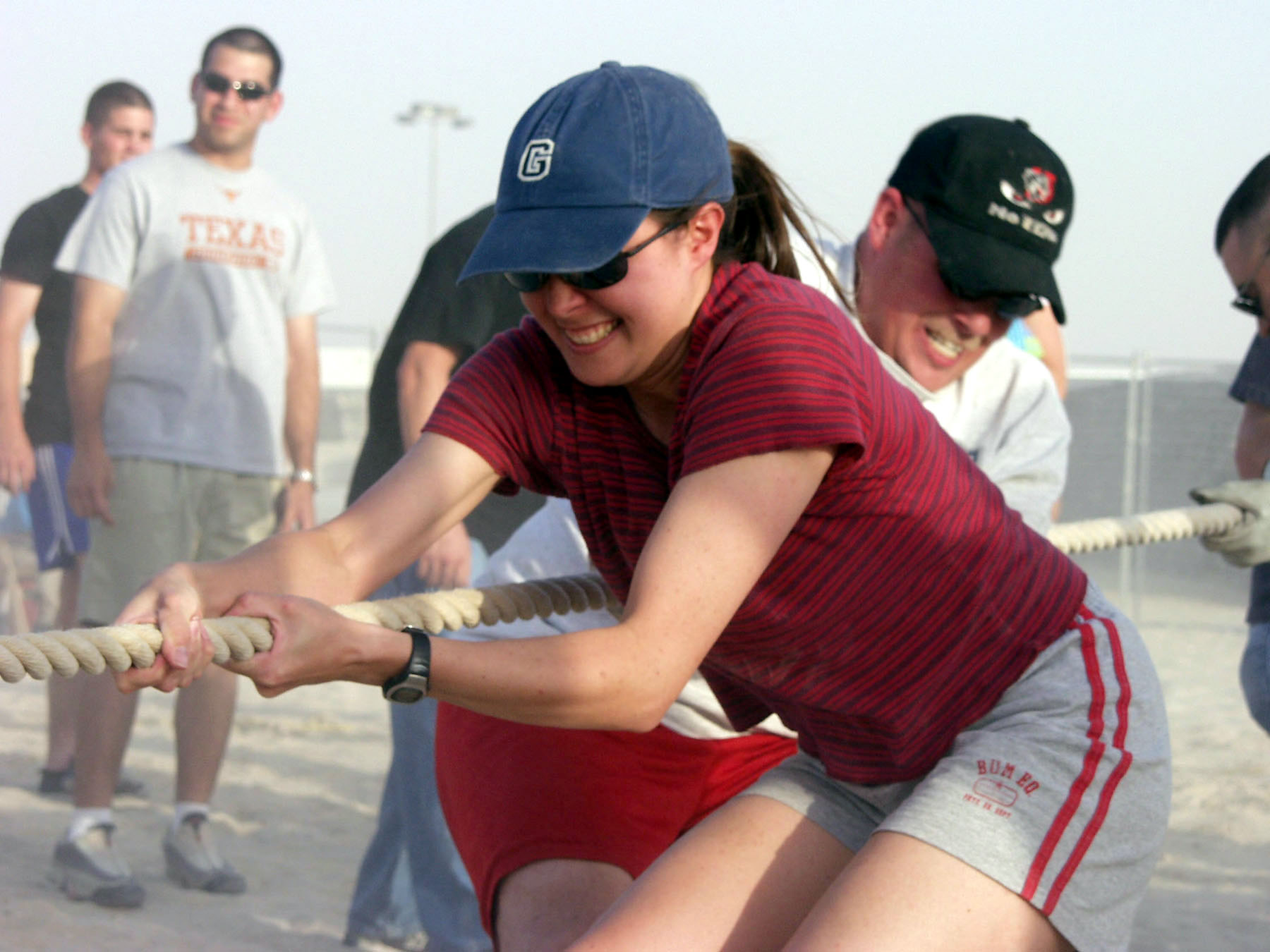
Kỹ thuật nắm giây kéo co

Luật kéo co ở mỗi nơi có những lối chơi khác nhau, nhưng bao giờ số người chơi cũng chia làm hai phe, mỗi phe cùng dùng sức mạnh để kéo cho được bên kia ngã về phía mình, giữa sợi dây có buộc một cái khăn đỏ, bên nào kéo đoạn dây có buộc khăn đỏ qua vạch của mình trước là thắng. Có khi cả hai bên đều là nam, có khi bên nam, bên nữ. Trong trường hợp bên nam bên nữ, mọi người thường chọn những trai gái chưa vợ chưa chồng. Một cột trụ để ở giữa sân chơi, có dây thừng buộc dài hay dây song, dây tre hoặc cây tre, thường dài khoảng 20m căng đều ra hai phía, hai bên xúm nhau nắm lấy dây thừng để kéo. Một vị chức sắc hay bô lão cầm trịch ra hiệu lệnh. Hai bên ra sức kéo, sao cho cột trụ kéo về bên mình là thắng. Bên ngoài dân làng cổ vũ hai bên bằng tiếng "dô ta", "cố lên". Có nơi người ta lấy tay người, sức người trực tiếp kéo co. Hai người đứng đầu hai bên nắm lấy tay nhau, còn các người sau ôm bụng người trước mà kéo. Ðang giữa cuộc, một người bên nào bị đứt dây là thua bên kia. Kéo co cũng kéo ba keo, bên nào kéo thắng hai keo trước là thắng.

## Lịch sử
Kéo co vốn đã xuất hiện từ thời cổ đại. Những hình được khắc trên tường ngôi mộ cổ ở Ai Cập cho thấy người Ai Cập cổ đại đã từng tổ chức những cuộc thi đấu kéo co từ năm 2500 trước Công Nguyên. Khi đó người ta chơi kéo co không dùng đến dây thừng như bấy giờ mà dùng loại dây khác. Theo các tài liệu ghi lại, kéo co là một trò chơi rất được ưa chuộng trong triều đình Trung Quốc đặc biệt là vào thời nhà Đường và sau này là thời nhà Tống. Tại Hy Lạp, khoảng 500 năm trước Công nguyên, kéo co được xem như là một môn thi đấu và bài tập thể lực cho các môn thể thao khác. Ở Tây Âu, lịch sử kéo co bắt đầu từ năm 1000 sau Công Nguyên. Các chiến binh Viking thường chơi một trò chơi có tên gọi là "kéo da", trong đó người ta dùng da động vật thay cho dây thừng để chơi kéo co. Tại nước Anh, cuộc thi đấu kéo co đầu tiên được ghi nhận là diễn ra vào thế kỷ 16 giữa hai làng vùng Norfolk. Tuy vậy, theo nhiều câu chuyện kể lại thì kéo co dưới hình thức là một môn thể thao hiện đại bắt đầu từ con tàu Cutty Sark. Vào khoảng thời gian từ năm 1885 đến 1895, Richard Woodget, thuyền trưởng tàu Cutty Sark, đã thường xuyên tổ chức các cuộc thi đấu kéo co cho các thủy thủ của mình. Bằng cách này, Woodget muốn rèn luyện sức khỏe và trau dồi bản năng chiến đấu cho họ.

## Môn thể thao

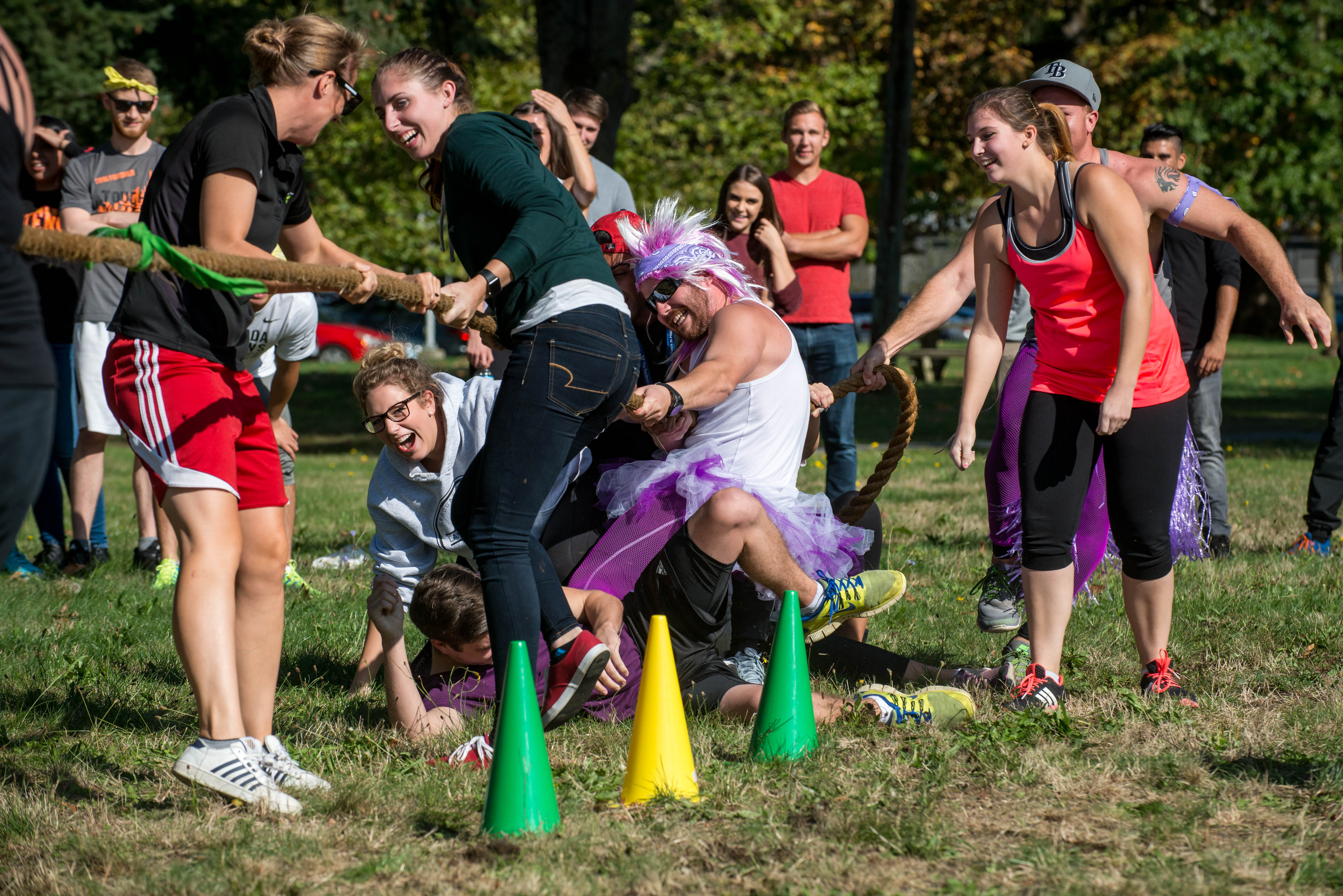
Một trận thi đấu kéo co vào năm 2016

Kéo co đã trở thành một môn thể thao hiện đại. Kéo co có mặt trên đấu trường Olympic từ khoảng năm 1916 đến 1917.Tuy nhiên, năm 1920, Ủy ban Olympic quốc tế IOC đã quyết định giảm bớt số lượng vận động viên tham gia Thế vận hội Olympic, vì lý do này mà một số môn thể thao bị loại bỏ trong đó có môn kéo co. Năm 1958 Liên đoàn kéo co Anh được thành lập. Hai năm sau tức vào năm 1960, Liên đoàn kéo co quốc tế cũng đã ra đời và do George Hutton (người Anh) cùng Rudolf Ullmark (người Thụy Điển) đứng đầu. Cuộc họp đầu tiên của Liên đoàn quốc tế diễn ra tại Thụy Điển vào năm 1964. Cũng trong năm đó, Liên đoàn kéo co quốc tế (TWIF) tổ chức giải đấu quốc tế đầu tiên tại Baltic Games ở Malmö, Thụy Điển. Sau giải đấu này, TWIF tổ chức giải vô địch châu Âu đầu tiên năm 1965 tại Crystal Palace, Anh. Từ đó đến nay, Giải vô địch châu Âu được tranh tài đều đặn, mãi cho đến năm 1975, khi các quốc gia ngoài châu Âu trực thuộc TWIF thì giải Vô địch kéo co thế giới đầu tiên được tổ chức tại Hà Lan. Hiện nay, giải diễn ra hai năm một lần.Năm 1999, Liên đoàn kéo co quốc tế (TWIF) được công nhận tạm thời và năm 2002, tổ chức này được công nhận chính thức theo luật 29 của Hiến chương Olympic.

## Di sản đa quốc gia
Vào hồi 12 giờ 15 phút giờ địa phương (tức 17 giờ 15 phút của giờ Việt Nam) ngày 02/12/2015, tại phiên họp Ủy ban Liên Chính phủ về bảo vệ di sản văn hóa phi vật thể lần thứ 10 của UNESCO, diễn ra tại thành phố Windhoek, nước Cộng hòa Namibia từ ngày 30/11 đến 4/12/2015. Nghi lễ và trò chơi kéo co truyền thống của Campuchia, Philippines, Hàn Quốc và Việt Nam đã được UNESCO ghi danh là Di sản văn hóa phi vật thể đa quốc gia đại diện của nhân loại. Ở Hàn Quốc, kéo co là nghi lễ phổ biến của người dân các địa phương thuộc tỉnh Chungcheongdam, Gangwon, Gyeongsangnam... Trong khi đó, ở Campuchia, kéo co được thực hành thường xuyên bởi ba cộng đồng đại diện xung quanh Hồ lớn (Great Lake) của Biển Hồ Tonle Sap, gần khu vực khảo cổ Angkor. Tại Philippines, các nhóm kéo co được biết đến hội tụ tại Nunhipukana, nơi hợp lưu của sông Hapao và các sông nhánh. Riêng Việt Nam, kéo co được các cộng đồng người Kinh, Thái, Tày, Nùng, Giáy… và nhiều địa phương như: Vĩnh Phúc, Tuyên Quang, Quảng Ninh, Nam Định, Hà Nội, Bắc Ninh cùng nhiều tỉnh trên cả nước Việt Nam đã biết tới từ lâu đời, lưu truyền cho tới ngày nay.